# Koritnik (berg)
Mali i Koritnikut (serbiska: Koritnik, albanska: Koritniku) är ett berg i Kosovo, på gränsen till Albanien. Det ligger i den sydvästra delen av landet, 80 km sydväst om huvudstaden Priština. Toppen på Mali i Koritnikut är 2 393 meter över havet, eller 1 501 meter över den omgivande terrängen. Bredden vid basen är 12,3 km.
Terrängen runt Mali i Koritnikut är bergig åt nordväst, men åt sydost är den kuperad. Runt Mali i Koritnikut är det ganska tätbefolkat, med 222 invånare per kvadratkilometer. Närmaste större samhälle är Dragash, 9,5 km sydost om Mali i Koritnikut. Omgivningarna runt Mali i Koritnikut är en mosaik av jordbruksmark och naturlig växtlighet.